# كيمبرلي نيكسون
كيمبرلي نيكسون (بالإنجليزية: Kimberley Nixon)‏ هي ممثلة بريطانية، ولدت في 24 سبتمبر 1985 في المملكة المتحدة.

## وصلات خارجية
- كيمبرلي نيكسون على موقع IMDb (الإنجليزية)
- كيمبرلي نيكسون على موقع ألو سيني (الفرنسية)
- كيمبرلي نيكسون على موقع ميوزك برينز (الإنجليزية)
- كيمبرلي نيكسون على موقع أول موفي (الإنجليزية)
- كيمبرلي نيكسون على موقع قاعدة بيانات الأفلام السويدية (السويدية)
- كيمبرلي نيكسون على موقع قاعدة بيانات الفيلم (الإنجليزية)
- كيمبرلي نيكسون على موقع كينوبويسك (الروسية)